# العلاقات اللبنانية الليختنشتانية
العلاقات اللبنانية الليختنشتانية هي العلاقات الثنائية التي تجمع بين لبنان وليختنشتاين.

## مقارنة بين البلدين
هذه مقارنة عامة ومرجعية للدولتين:
| وجه المقارنة                                              | لبنان                                                                | ليختنشتاين                                 |
| --------------------------------------------------------- | -------------------------------------------------------------------- | ------------------------------------------ |
| المساحة (كم2)                                             | 10.45 ألف                                                            | 16                                         |
| عدد السكان (نسمة)                                         | 6.10 مليون                                                           | 37.47 ألف                                  |
| الكثافة السكانية (ن./كم²)                                 | 583.73                                                               | 234.19 ألف                                 |
| العاصمة                                                   | بيروت                                                                | فادوتس                                     |
| اللغة الرسمية                                             | اللغة العربية، لغة فرنسية                                            | اللغة الألمانية                            |
| العملة                                                    | ليرة لبنانية                                                         | فرنك سويسري                                |
| الناتج المحلي الإجمالي (بليون دولار)                      | 51.84 مليار                                                          | 6.29 مليار                                 |
| الناتج المحلي الإجمالي (تعادل القوة الشرائية) بليون دولار | 81.54 مليار                                                          |                                            |
| الناتج المحلي الإجمالي الاسمي للفرد دولار أمريكي          | 8.05 ألف                                                             |                                            |
| الناتج المحلي الإجمالي للفرد دولار أمريكي                 | 17.46 ألف                                                            |                                            |
| مؤشر التنمية البشرية                                      | 0.769                                                                | 0.908                                      |
| رمز المكالمات الدولي                                      | +961                                                                 | +423                                       |
| رمز الإنترنت                                              | .lb                                                                  | .li                                        |
| المنطقة الزمنية                                           | ت ع م+02:00، ت ع م+03:00، توقيت شرق أوروبا، توقيت شرق أوروبا الصيفي ‏ | توقيت وسط أوروبا، ت ع م+01:00، ت ع م+02:00 |

## منظمات دولية مشتركة
يشترك البلدان في عضوية مجموعة من المنظمات الدولية، منها:
| علم المنظمة | اسم المنظمة                   | تاريخ انضمام لبنان | تاريخ انضمام ليختنشتاين |
| ----------- | ----------------------------- | ------------------ | ----------------------- |
|             | الاتحاد البريدي العالمي       | ?                  | ?                       |
|             | الاتحاد الدولي للاتصالات      | 12 يناير 1924      | 25 يوليو 1963           |
|             | منظمة حظر الأسلحة الكيميائية  | ?                  | ?                       |
|             | الأمم المتحدة                 | 24 أكتوبر 1945     | 18 سبتمبر 1990          |
|             | منظمة الشرطة الجنائية الدولية | ?                  | ?                       |